# Centre des nouvelles industries et technologies
O Centre des nouvelles industries et technologies (CNIT) é o primeiro edifício a ser construído em La Défense, na zona oeste de Paris. A sua forma característica deve-se ao terreno triangular que ocupa, substituindo as antigas fábricas do Zodiac, no território de Puteaux. Construído em 1958, o CNIT passou por duas reestruturações, concluídas em 1988 e 2009. É administrado pela empresa Viparis.